# 30 juin 1878
Le 30 juin 1878 a lieu une fête nationale en l’honneur de la République, instaurée par le gouvernement Dufaure. Cette fête est choisie pour avoir lieu au cours de l'exposition universelle de 1878.

## Postérité
Au cours de cette fête, de nombreux drapeaux français sont montrés aux fenêtres dans Paris, comme en témoignent plusieurs tableaux de peintre :
- Claude Monet : La Rue Montorgueil, fête du 30 juin 1878 ;
- Claude Monet : La rue Saint-Denis, fête du 30 juin 1878 ;
- Édouard Manet : La Rue Mosnier aux drapeaux.

La Rue Mosnier aux drapeaux, par Édouard Manet.
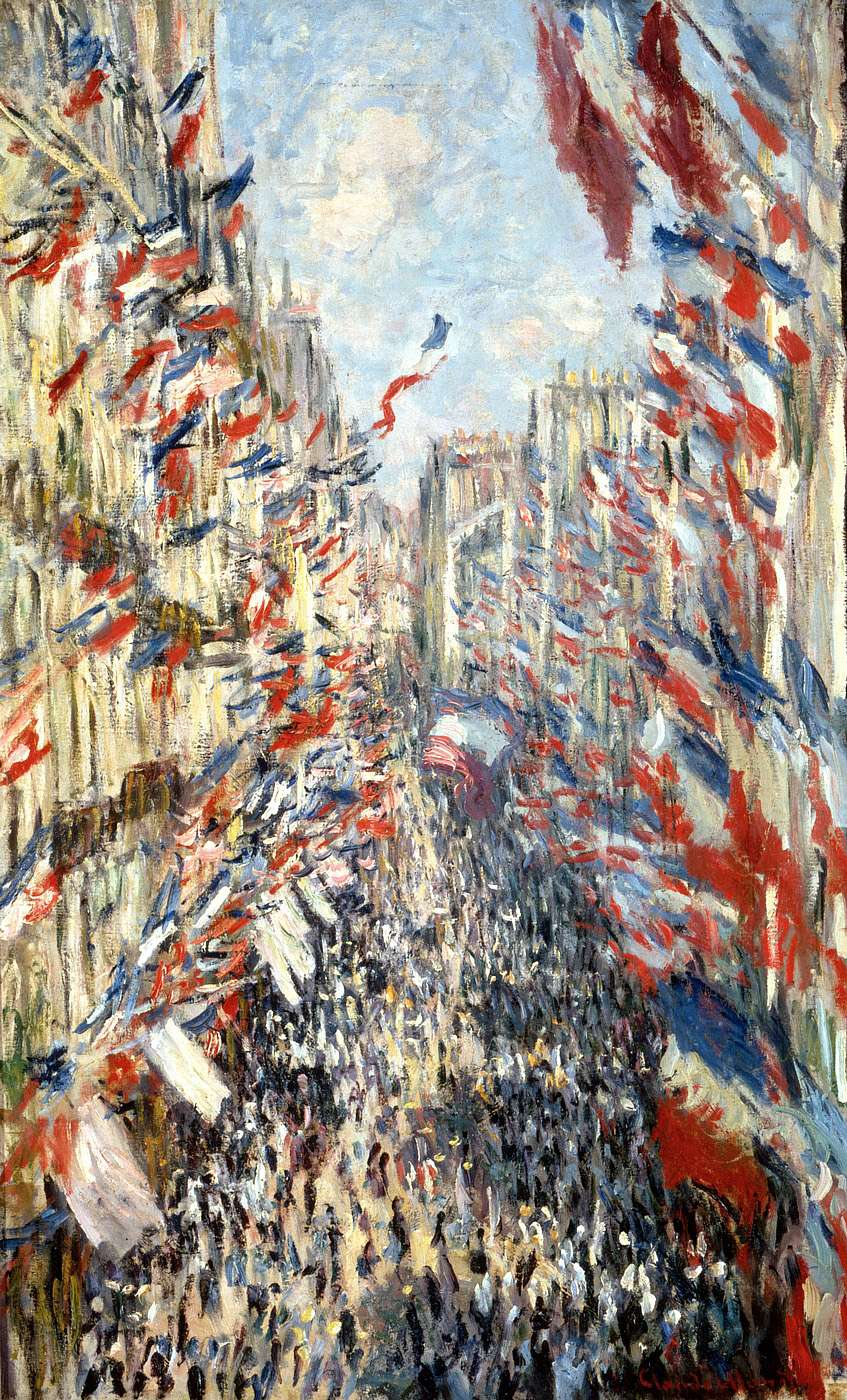
La Rue Montorgueil, par Claude Monet.
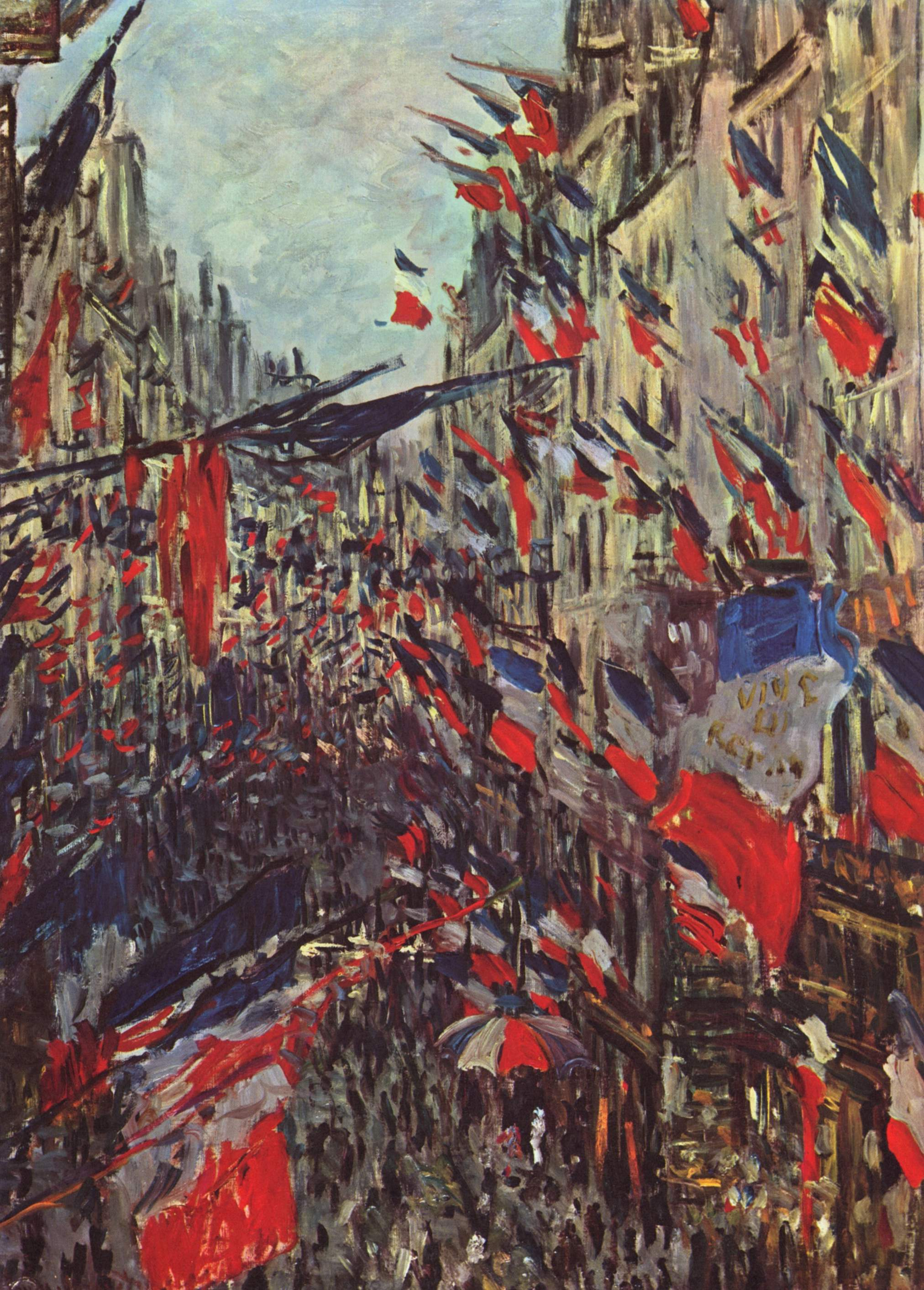
La rue Saint-Denis, par Claude Monet.